# Talbot Rothwell
Talbot Rothwell (* 12. November 1916 in Bromley, Kent als Talbot Nelson Conn Rothwell; † 28. Februar 1981 in Worthing, Sussex) war ein britischer Schriftsteller und Drehbuchautor.

## Leben
Rothwell arbeitete zunächst in vielen verschiedenen Berufen, unter anderem als Verwaltungsangestellter, als Pilot und als Polizist. Während des Zweiten Weltkrieges geriet er in deutsche Kriegsgefangenschaft. Dort begann er gemeinsam mit Peter Butterworth mit der Arbeit an Unterhaltungsprogrammen für die anderen Gefangenen. Während Rothwell Sketche und Texte schrieb, agierte Butterworth als Darsteller. Für beide entwickelte sich daraus ihre spätere Tätigkeit im Showbusiness sowie eine lebenslange Zusammenarbeit.
Nach seiner Rückkehr nach England arbeitete Rothwell als Autor für Bühne, Film und Radio. Er schrieb unter anderem Texte für Terry-Thomas und Ted Ray und seine Stücke wurden am Londoner West End aufgeführt. 1963 verfasste er das Drehbuch für eine Komödie um einen Londoner Taxifahrer und seine emanzipierte Ehefrau, das er dem Produzenten Peter Rogers anbot. Rogers suchte zu diesem Zeitpunkt nach einem neuen Autor für seine Carry-On-Filmreihe, da Norman Hudis, der bereits sechs Komödien für Rogers und seinen Regisseur Gerald Thomas geschrieben hatte, nach einem Umzug in die USA nicht mehr zur Verfügung stand. Das Drehbuch von Rothwell passte gut zum Charakter der vorhergehenden Filme, sodass Gerald Thomas es unter dem Titel Carry On Cabby als siebenten Film der Reihe inszenierte. Von da an blieb Rothwell dem Produktionsstab um Rogers eng verbunden und verfasste 20 weitere Drehbücher für Carry-On-Filme sowie zwei Carry-On-Fernsehspecials zu Weihnachten. Bei der Besetzung der nach Art der Commedia dell'Arte angelegten Rollen griffen Rogers und Thomas größtenteils auf die gleichen Darsteller zurück wie Kenneth Williams, Sid James, Kenneth Connor, Joan Sims und Rothwells Freund Peter Butterworth. Rothwells Drehbücher parodierten unter anderem die James-Bond-Filme (Carry On Spying), Historienfilme (Carry On Cleo und Carry On Henry), Abenteuerfilme (Carry On Jack), Western (Carry On Cowboy), Horrorfilme (Carry On Screaming), Arztfilme (Carry On Doctor) sowie zahlreiche alltäglichen Situationen (etwa Urlaub, Partnersuche, Streiks und Schönheitswettbewerbe). 1974 schrieb Rothwell mit Carry On Dick über den legendären englischen Straßenräuber Dick Turpin sein letztes Drehbuch für einen Carry-On-Film. 1976 wurde mit Carry On England eine Bühnenvorlage Rothwells von Jack Seddon für die Carry-On-Reihe adaptiert.
1977 wurde Rothwell für seine Verdienste um die Künste mit dem OBE-Orden ausgezeichnet. Am 28. Februar 1981 starb Talbot Rothwell im Alter von 64 Jahren nach langer Krankheit in Sussex.

## Filmografie (Auswahl)
- 1954: One Good Turn
- 1963: Ist ja irre – diese müden Taxifahrer (Carry On Cabby)
- 1964: Ist ja irre – Agenten auf dem Pulverfaß (Carry On Spying)
- 1964: Ist ja irre – ’ne abgetakelte Fregatte (Carry On Jack)
- 1964: Ist ja irre – Cäsar liebt Cleopatra (Carry On Cleo)
- 1965: Ist ja irre – der dreiste Cowboy (Carry On Cowboy)
- 1966: Ist ja irre – Nur nicht den Kopf verlieren (Carry On… Don't Lose Your Head)
- 1966: Ist ja irre – Alarm im Gruselschloß (Carry On Screaming!)
- 1967: Ist ja irre – In der Wüste fließt kein Wasser (Follow That Camel)
- 1967: Das total verrückte Krankenhaus (Carry On Doctor)
- 1968: Alles unter Kontrolle – keiner blickt durch (Carry On… Up the Khyber)
- 1969: Das total verrückte Campingparadies (Carry On Camping)
- 1969: Das total verrückte Irrenhaus (Carry On Again Doctor)
- 1969: Up Pompeji! (Fernsehserie)
- 1969: Carry On Christmas II  (Fernseh-Special)
- 1970: Die total verrückte Königin der Amazonen (Carry On Up the Jungle)
- 1970: Liebe, Liebe usw. (Carry On Loving)
- 1971: Heinrichs Bettgeschichten oder Wie der Knoblauch nach England kam (Carry On Henry)
- 1971: Ein Streik kommt selten allein (Carry On at Your Convenience)
- 1972: Die total verrückte Oberschwester (Carry On Matron)
- 1972: Ein total verrückter Urlaub (Carry On Abroad)
- 1972: Carry On Christmas (Fernseh-Special)
- 1973: Mißwahl auf Englisch (Carry On Girls)
- 1973: Carry On Christmas II (Fernseh-Special)
- 1974: Mach’ weiter, Dick! (Carry On Dick)
- 1975: Further up Pompeji! (Fernsehserie)